# Embarcación
Embarcación – miasto w Argentynie, położone w północnej części prowincji Salta.

## Opis
Miejscowość została założona w 1915 roku. W mieście jest węzeł drogowy-RP53 i RN34, przebiega też linia kolejowa. 